# Bad Karlshafen
Bad Karlshafen è un comune tedesco di 3 695 abitanti, situato nel land dell'Assia.